# Вестерберг, Стиг
Стиг Вестерберг (швед. Stig Westerberg; 26 ноября 1918, Мальмё — 1 июля 1999, Лидингё) — шведский дирижёр.
Учился в Стокгольме у Тора Манна, а также, частным образом, у Карла фон Гарагуя и Пауля Клецки. В 1941—1945 годах — корепетитор в Королевской опере.
Дебютировал как дирижёр в 1946 году с Симфоническим оркестром Шведского радио, с которым в дальнейшем был тесно связан на протяжении многих десятилетий, осуществив в 1957—1983 годы первые исполнения более 100 произведений шведских композиторов (особую известность получила в этом исполнении музыка Хуго Альфвена к пьесе «Густав II Адольф»). В 1949—1953 годы возглавлял Симфонический оркестр Евле, в 1978—1985 годы — Симфонический оркестр Мальмё.